# (7016) Conandoyle
(7016) Conandoyle ist ein Asteroid des Hauptgürtels, der am 30. Dezember 1991 vom japanischen Amateurastronomen Takeshi Urata am Nihondaira-Observatorium (IAU-Code 385) in der Präfektur Shizuoka auf der Insel Honshū entdeckt wurde.
Der Asteroid wurde am 23. November 1999 nach dem britischen Arzt und Schriftsteller Arthur Conan Doyle (1859–1930) benannt, der die Figur des Detektives Sherlock Holmes und dessen Freundes Dr. Watson schuf.